# Финлэй, Итан
И́тан Кри́стофер Фи́нлэй (англ. Ethan Christopher Finlay; род. 6 августа 1990, Дулут, Миннесота, США) — американский футболист, правый полузащитник клуба «Остин». Выступал за сборную США.

## Биография

### Университетский футбол
Во время обучения в Крейтонском университете в 2008—2011 годах Финлэй выступал за университетскую команду в NCAA. Во время летнего межсезонья в колледжах 2010 года играл за молодёжную команду «Чикаго Файр» в Премьер-лиге развития, четвёртом дивизионе.

### Клубная карьера
12 января 2012 года на Супердрафте MLS Финлэй был выбран в первом раунде под общим 10-м номером клубом «Коламбус Крю». Его профессиональный дебют состоялся в первом тура сезона 2012 10 марта в матче против «Колорадо Рэпидз», проигранном со счётом 0:2, где он вышел на замену на 12-й минуте вместо травмировавшегося Дилли Дуки. Свой первый гол в профессиональной карьере забил 17 мая 2014 года в ворота «Портленд Тимберс», в матче завершившимся ничьей 3:3. Финлэй был отобран для участия в Матче всех звёзд MLS 2015 как замена травмированному игроку, во встрече команды всех звёзд MLS против «Тоттенхэм Хотспур» он вышел на второй тайм. По итогам сезона 2015 Финлэй, забивший 12 голов и отдавший 13 голевых передач, был включён в символическую сборную года.
9 августа 2017 года Финлэй был обменян в клуб «Миннесота Юнайтед» в общей сложности на $425 тыс. в распределительных средствах. Забил гол в своём дебютном матче за «гагар», во встрече против «Сиэтл Саундерс» 20 августа. Бо́льшую часть сезона 2018 Финлэй пропустил из-за разрыва передней крестообразной связки правого колена, случившегося в матче против «Сиэтл Саундерс» 22 апреля. По окончании сезона 2021 контракт Финлэя с «Миннесотой Юнайтед» истёк.
20 декабря 2021 года Финлэй на правах свободного агента присоединился к клубу «Остин», подписав двухлетний контракт. За «Остин» дебютировал 26 февраля 2022 года в матче стартового тура сезона против «Цинциннати», выйдя на замену. 6 марта в матче против «Интер Майами» забил свои первые голы за «Остин», сделав дубль. 31 октября 2023 года Финлэй продлил контракт с «Остином» до конца сезона 2024 с опцией на сезон 2025.

### Международная карьера
За сборную США Финлэй дебютировал 31 января 2016 года в товарищеском матче со сборной Исландии. Был включён в предварительную заявку сборной на Кубок Америки 2016, но в финальный список не был отобран.

## Статистика выступлений
| Выступление       | Выступление      | Выступление      | Лига | Лига | Плей-офф | Плей-офф | Кубок | Кубок | Прочие | Прочие | Итого | Итого |
| Клуб              | Лига             | Сезон            | Игры | Голы | Игры     | Голы     | Игры  | Голы  | Игры   | Голы   | Игры  | Голы  |
| ----------------- | ---------------- | ---------------- | ---- | ---- | -------- | -------- | ----- | ----- | ------ | ------ | ----- | ----- |
| Коламбус Крю      | MLS              | 2012             | 15   | 0    | —        | —        | 1     | 0     | —      | —      | 16    | 0     |
| Коламбус Крю      | MLS              | 2013             | 19   | 0    | —        | —        | 2     | 0     | —      | —      | 21    | 0     |
| Коламбус Крю      | MLS              | 2014             | 29   | 11   | 2        | 0        | 1     | 0     | —      | —      | 32    | 11    |
| Коламбус Крю      | MLS              | 2015             | 34   | 12   | 5        | 1        | 1     | 1     | —      | —      | 40    | 14    |
| Коламбус Крю      | MLS              | 2016             | 34   | 6    | —        | —        | 2     | 2     | —      | —      | 36    | 8     |
| Коламбус Крю      | MLS              | 2017             | 19   | 1    | —        | —        | 1     | 0     | —      | —      | 20    | 1     |
| Коламбус Крю      | Итого            | Итого            | 150  | 30   | 7        | 1        | 8     | 3     | —      | —      | 165   | 34    |
| Миннесота Юнайтед | MLS              | 2017             | 11   | 3    | —        | —        | —     | —     | —      | —      | 11    | 3     |
| Миннесота Юнайтед | MLS              | 2018             | 7    | 2    | —        | —        | —     | —     | —      | —      | 7     | 2     |
| Миннесота Юнайтед | MLS              | 2019             | 33   | 7    | 1        | 0        | 5     | 1     | —      | —      | 39    | 8     |
| Миннесота Юнайтед | MLS              | 2020             | 14   | 4    | 3        | 0        | —     | —     | 3      | 0      | 20    | 4     |
| Миннесота Юнайтед | MLS              | 2021             | 30   | 3    | 0        | 0        | —     | —     | —      | —      | 30    | 3     |
| Миннесота Юнайтед | Итого            | Итого            | 95   | 19   | 4        | 0        | 5     | 1     | 3      | 0      | 107   | 20    |
| Остин             | MLS              | 2022             | 34   | 5    | 3        | 0        | 1     | 0     | —      | —      | 38    | 5     |
| Остин             | MLS              | 2023             | 34   | 5    | —        | —        | 2     | 0     | 4      | 1      | 40    | 6     |
| Остин             | Итого            | Итого            | 68   | 10   | 3        | 0        | 3     | 0     | 4      | 1      | 78    | 11    |
| Всего за карьеру  | Всего за карьеру | Всего за карьеру | 313  | 59   | 14       | 1        | 16    | 4     | 7      | 1      | 350   | 65    |

1. ↑  В графу «Прочие» входят игры и голы в плей-офф Турнира MLS is Back, Лиге чемпионов КОНКАКАФ и Кубке лиг.

## Достижения
Индивидуальные
- Член символической сборной MLS: 2015
- Участник Матча всех звёзд MLS: 2015